# Musée suisse du jeu
 (avril 2019).
Si vous disposez d'ouvrages ou d'articles de référence ou si vous connaissez des sites web de qualité traitant du thème abordé ici, merci de compléter l'article en donnant les références utiles à sa vérifiabilité et en les liant à la section « Notes et références ».
Situé à La Tour-de-Peilz sur les rives du Léman, le Musée suisse du jeu (officiellement Musée Suisse du Jeu) se consacre à la conservation, la recherche, et la diffusion des formes multiples de jeux de société.
À la différence de plusieurs autres musées dans le monde, le Musée suisse du jeu distingue le « jeu » du « jouet » et ne collectionne pas ces derniers (poupées, modélisme, etc.). Inauguré en 1987, il est la plus ancienne et la seule institution de ce type en Europe. La collection, comprenant plus de 12 000 pièces, s’étend de l’Antiquité à nos jours et compte des jeux du monde entier.

## Histoire du musée
En 1979, après une votation populaire, la municipalité de La Tour-de-Peilz fait l’acquisition du château de La Tour-de-Peilz et décide de l'ouvrir au public en y créant un espace de loisirs et de rencontres consacré au monde du jeu. Elle confie la mission d’aménager et d’animer les lieux à l’Association des amis du château. Une première exposition intitulée « Jeux de tables et damiers » est organisée en novembre 1981.
La commune mandate ensuite Michel Etter, professeur de travaux manuels à l’École supérieure de la Tour-de-Peilz, en lui donnant la mission de créer le concept du musée et d’acquérir une collection de jeux.
Le musée est officiellement inauguré le 16 mai 1987. Projet novateur[non neutre], il devient rapidement renommé[réf. nécessaire]. En effet, jusque-là personne en Suisse n’avait songé à conserver les souvenirs importants que sont les jeux de l’enfance et de l’âge adulte[réf. nécessaire]. En 1989, il obtient une mention spéciale dans le cadre du prix européen du musée de l’année « pour la parfaite intégration de ses vitrines ultramodernes dans le décor moyenâgeux du château ».
Au début des années 1990, la surface d'exposition passe à 530 m2 grâce à l'aménagement des combles du château.
En 2003, le musée et ses collections passent dans les mains de la Fondation du Musée suisse du jeu.
Accusant une forte baisse de fréquentation depuis 2008, le musée envisage de réaliser une nouvelle scénographie. Sa mise en place a pris du retard en raison des travaux de rénovation du château, qui permettront d'augmenter la surface de musée pour la porter à plus de 900 m2.

### Conservateurs
- Depuis avril 2023 : Selim Krichane[8]
- 2002 - mars 2023 : Ulrich Schädler, archéologue et ludographe[9],[10]
- 1999 - 2001 : Flavio Santi, historien[11]
- 1993 - 1998 : Marimée Montalbetti[12],[13]
- 1990 - 1993 : Philippe Addor[14]
- 1987 - 1990 : Michel Etter[2],[15]

### Budget
- 1993 : 650 000 francs environ (quelque 100 000 francs d'entrée ; solde : subventions de la commune, dons et aides)[16]
- 1998 : 500 000 francs pour 25 collaborateurs[17]
- 2017 : 1,1 million de francs (deux tiers de revenu et un tiers de subventions)[18]

### Fréquentation
- 1988 : 21 829 visiteurs[16]
- 1989 : 25 282 visiteurs[16]
- 1990 : 23 485 visiteurs[16]
- 1991 : 29 577 visiteurs[16]
- 1992 : 36 446 visiteurs[16]
- 1993 : 50 000 visiteurs[13]
- 1998 : 32 000 visiteurs[17]
- 2017 : 17 000 visiteurs[18]

## Expositions

### Exposition permanente
L’exposition permanente propose un panorama du monde du jeu, de l’Antiquité à nos jours et à travers différentes typologies de jeux. Le parcours de l’exposition se déroule en dix étapes :
- Voyajeux (jeux d’Afrique, d’Asie et d’Amérique du Sud) ;
- Retour à la case départ (jeux de l’Antiquité) ;
- Les jeux européens avant l’industrialisation ;
- Cartes à jouer – jeux de cartes
- Le corps en jeu (les jeux d’adresse)
- Inde – pays des jeux
- Le marché des jeux ;
- « Ye Olde Castle » - les jeux des pubs anglais ;
- Gagnez le gros lot ! (lotos et loteries) ;
- Jeux de plein air.

Depuis 2007, le musée est agrémenté d’un parcours ludique de jeux de plein air qui invite à une promenade dans les jardins du château.

### Expositions temporaires
- 1988 « Rêves de pierre »
- 1989 « Jeux d’échecs : objet d’art »
- 1990 « La Suisse en jeu »
- 1990 « Jeu : tu, ils collectionnent… »
- 1991 « Jeux de billes et de boules... du hasard au calcul »[5]
- 1992 « Chance, les jeux de hasard pur »[19]
- 1993 « Loterie »
- 1995 « Hist(oie)res »
- 1998 « Le jeu d’échecs céramique »
- 1998 « Abattre pour gagner »[20]
- 2000 « Construire, une passion »[21]
- 2000 « L’Art de jouer »[22]
- 2001 « B.D. un monde en jeux »[23]
- 2001 « Billard : sport ou jeu ? »[24]
- 2002 « Le corps en jeu »[25]
- 2004 « Kempelen – Echecs-o-mat »
- 2004/5 « Americanopoly »[26]
- 2005/6 « Au fil du monde. Les jeux de ficelle »
- 2007 « Premio Archimede »
- 2008/9 « Le jeu discret de la Bourgeoisie. Deux siècles de culture ludique européenne »
- 2009 « Instant Chess », œuvres réalisées par les étudiants de la Haute École du Liechtenstein
- 2009/10 « Montagne et jeux. Entre cimes et neige à travers les jeux de société »
- 2010/11 « UKIYO-E. Estampes japonaises de Go de la collection Erwin Gerstorfer »
- 2011 « Premio Archimede »
- 2011/12 « Ecce Homo Ludens. Le jeu dans l'art contemporain »
- 2012 « Créateurs de chances. Les loteries en Europe »
- 2013 « La création de jeux, passion ou travail »
- 2014 « Le Tarot révélé. Jeu et divination »
- 2014 « Le jeu et l'Histoire se rencontrent. La Première Guerre Mondiale »
- 2015 « Veni, Vidi, Ludique ». Jouer avec l'Antiquité
- 2015/6 « Jeux du Château d'Hauteville. La vie ludique de Château autour de 1800 »
- 2015/16 « Le Mah-jong dans tous les sens »
- 2016 « La Vie Sauve » Présentation du plus grand puzzle du monde
- 2016 « Le collectionneur voyageur ». La collection d'échecs d'André Curchod
- 2016/17 « So British! » Les jeux anglais[27]
- 2018/19 « Albert Smith. Le spectacle du Mont-Blanc »

## Bibliothèque
La bibliothèque spécialisée comprend quelque 5 000 ouvrages.[réf. nécessaire]
La collection de livres et le fonds de correspondance de Ken Whyld, historien anglais du jeu d’échecs mort en 2003, ainsi que les fonds de David Pritchard et de Jean-Marie Lhôte en font partie[réf. nécessaire].

## Activités
En dehors de l’exposition permanente et des expositions temporaires, le musée propose des ateliers pédagogiques pour les enfants, les adultes et les entreprises. Un dossier pédagogique est à la disposition des enseignants. Des événements réguliers y ont également lieu, comme le Tournoi international d’awélé ou la rencontre annuelle des créateurs suisses de jeux. Les prototypes lauréats du concours de créateurs de jeux « Premio Archimede » sont exposés au musée.
Depuis septembre 2009, Le Château des Jeux, événement organisé un dimanche par an, réunit éditeurs de jeux, associations de jeux, exploitants de jeux et un large public.

## Publications
- Roger Kaysel et al., La Suisse en jeu, 1989  (ISBN 3-85545-037-4).
- Michel Etter, Jeux d’échecs : objets d’art, 1989  (ISBN 288375005X).
- Michel Etter, Jeu : tu, ils collectionnent, 1990 (OCLC 756977640).
- Philippe Addor, Jeux de billes et de boules, 1991  (ISBN 2-88375-007-6).
- Philippe Addor et al., Chance : les jeux de hasard pur, 1992.
- Marimée Montalbetti, HistOIEres, 1995  (ISBN 2-88375-008-4).
- Bernard Giry et al., L’art de jouer, 2000  (ISBN 2-9514573-2-4).
- Bruce Whitehill, Americanopoly, 2004  (ISBN 2-88375-009-2).
- Ernst Strouhal et Brigitte Felderer, Kempelen. Échecs-o-mat - Schachautomat, 2004.
- Jeux de l’humanité, 5 000 ans d’histoire culturelle des jeux de société, Ulrich Schädler (ed.), 2007  (ISBN 978-2-8321-0298-5).
- Spiele der Menschheit, 5000 Jahre Kulturgeschichte der Gesellschaftsspiele, Ulrich Schädler (ed.), 2007  (ISBN 978-3-89678-615-9).
- Créateurs de Chances. Les loteries en Europe, Ulrich Schädler (éd.), 2012  (ISBN 978-2-88375-025-8).
- Thierry Depaulis, Le Tarot révélé, 2013  (ISBN 978-2-88375-013-5).
- Mah jong, le jeu, Jennifer Genovese (éd.), 2015  (ISBN 978-2809711240).

Objets conservés au musée
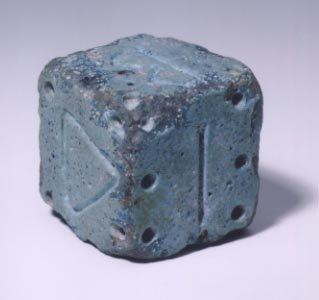
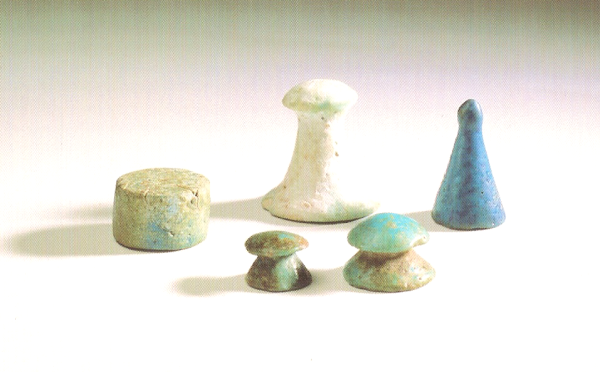
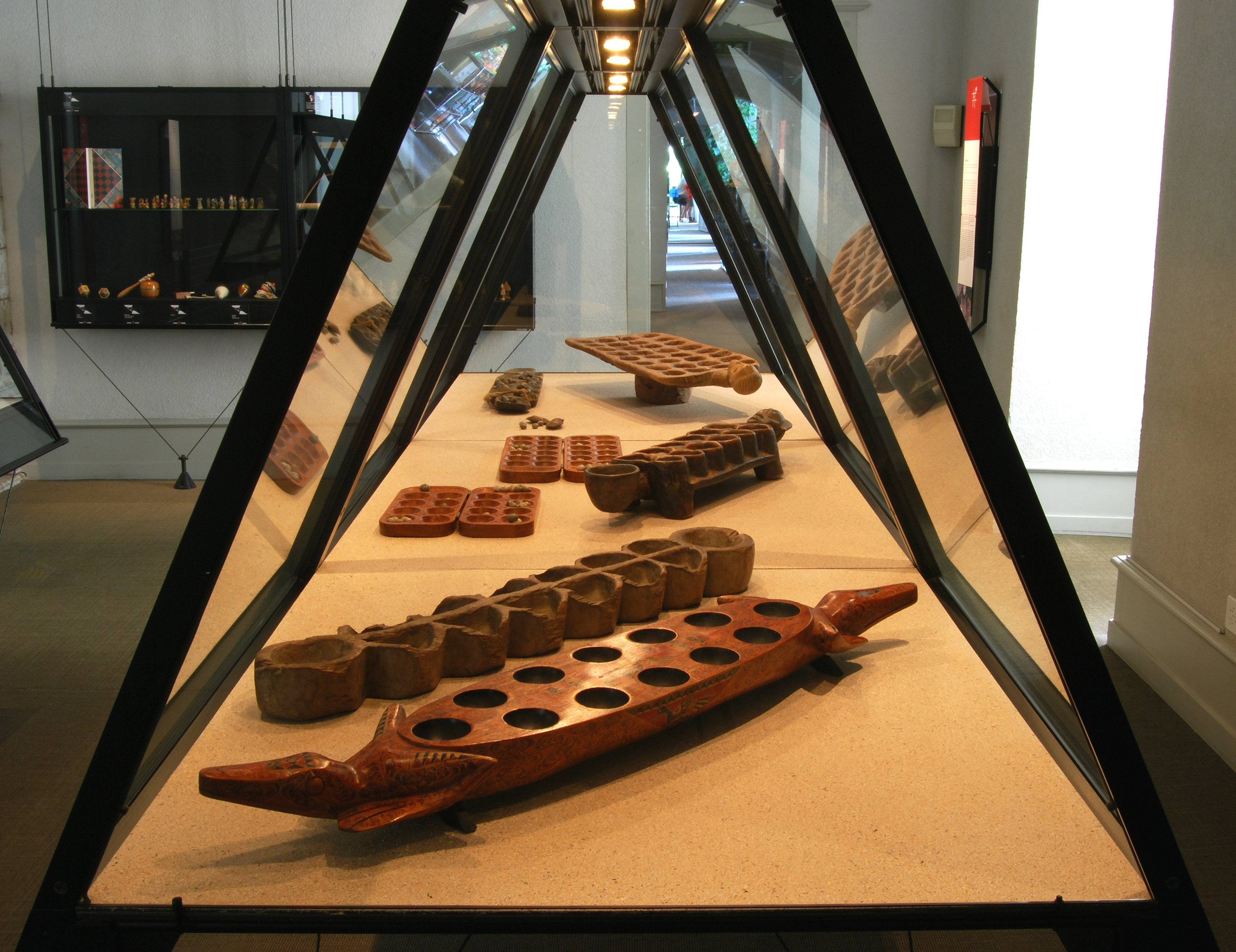
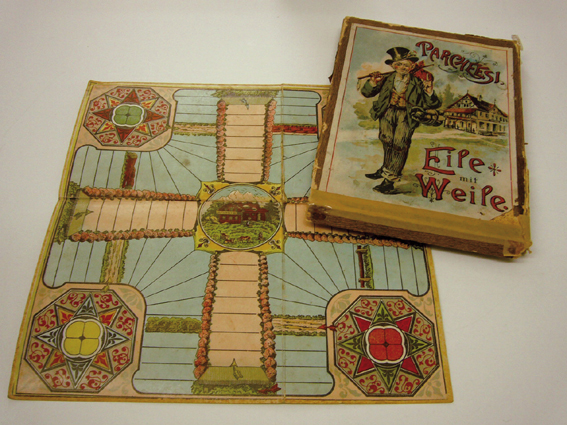
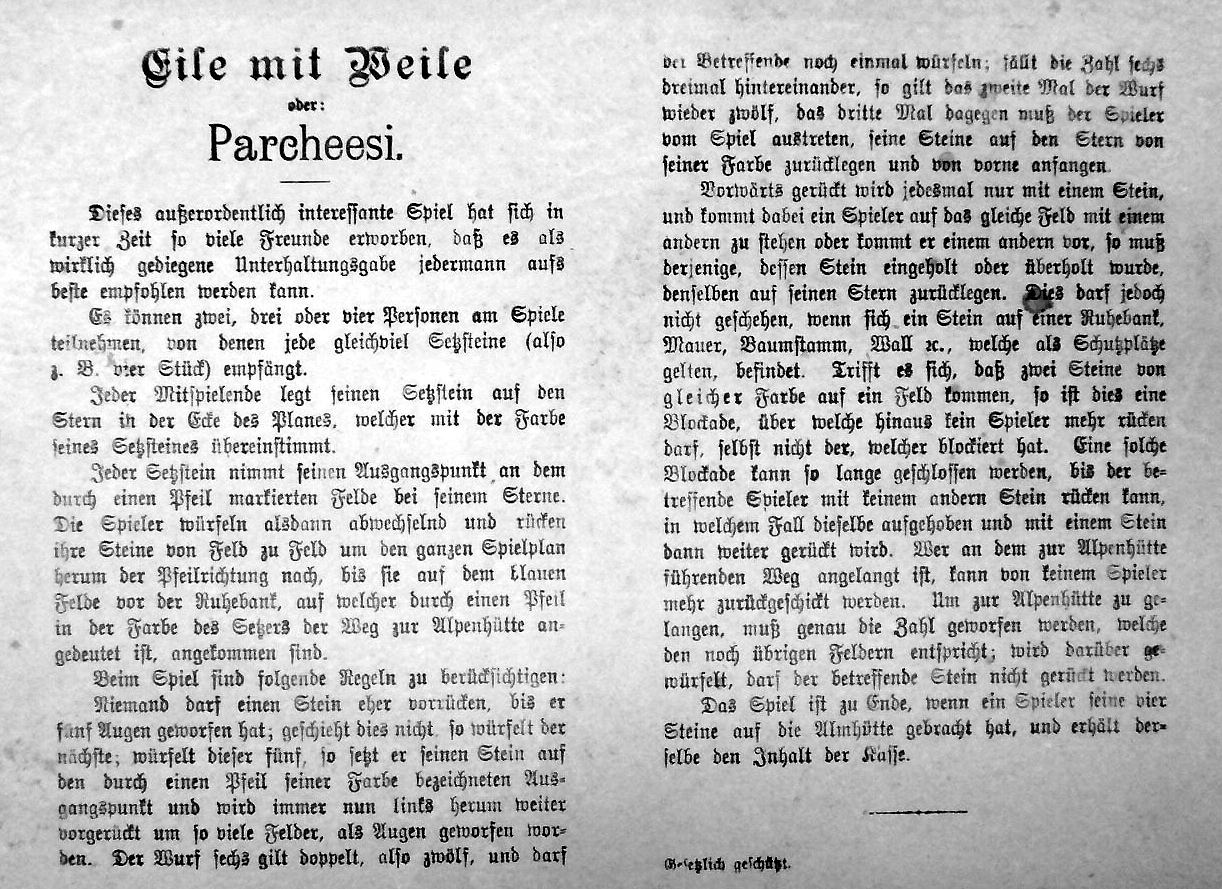